# Čibagalach
Il Čibagalach (in russo Чибагалах?; in lingua sacha: Чыбаҕалаах) è un fiume della Siberia Orientale, affluente di sinistra dell'Indigirka. Scorre nella Sacha (Jacuzia), in Russia.
Nasce dalla confluenza dei due rami sorgentizi Tabanda-Sene e Kjanelibit che scendono dai monti Čibagalachskij, una catena del sistema dei monti Čerskij cui il fiume dà il nome. Scorre con direzione mediamente orientale tra i Čibagalachskij e la catena dei monti Čemalginskij fino a sfociare nell'Indigirka a 1184 km dalla sua foce. La lunghezza del fiume è di 140 km (calcolata assieme al Tabanda-Sene di 197 km), l'area del suo bacino, che conta circa 360 laghi, è di 9 100 km².
Il fiume è congelato, mediamente, da inizio ottobre a fine maggio, inizio giugno. A 13 km dalla sorgente,  il Tabanda-Sena attraversa il lago alpino Tabanda (a 1 239 m di altezza). Il lago è lungo 10 km e largo 1,4 km.